# Rufinus (grammatikus)
Rufinus (2. század) római grammatikus.

## Élete
Életéről mindössze annyit tudunk, hogy Antiokheiában élt és alkotott. Két munka maradt fenn tőle: Commentarius ini metra Terentiana, Terentius költészetéről; valamint: De compositione et de metris oratorum, amely a szónoklattal foglalkozik.